# 近浦啓
近浦 啓（ちかうら けい、1977年8月4日 - ）は、日本の映画監督。

## 作品

### 短編映画
- Empty House (2013) 監督・脚本・編集
- なごり柿 (英題:The Lasting Persimmon) (2015) 監督・脚本・編集
- SIGNATURE (2017）監督・脚本・編集

### 長編映画
- コンプリシティ/優しい共犯 (2018) 監督・脚本・編集
- 大いなる不在 (英題: GREAT ABSENCE) (2023) 監督・脚本・編集

## 受賞
- 第12回札幌国際短編映画際 フィルムメーカーズ部門 グランプリ [1]
- 第19回東京フィルメックス 観客賞（『コンプリシティ/優しい共犯 』）[2]
- 第16回TAMA映画賞 最優秀新進監督賞（『大いなる不在』）
- 第67回サンフランシスコ国際映画祭 グローバル・ビジョン・アワード（『大いなる不在』）[3]